# Молоков-Журський Павло Петрович
Павло Петрович Молоков-Журський (зустрічається також українізована транскрипція Молоків-Журський; 9(21).11.1894, Михайлівка —31.10.1937,Сімферополь) — український радянський вчений-агроном, лісовод, геолог, педагог, краєзнавець. В коло його інтересів входили агрономія, захист лісових масивів на території України, геологічні дослідження природних аномалій, краєзнавча та педагогічна роботи.

## Біографія
Молоков-Журський закінчив Кримський (Таврійський) університет і аспірантуру при Академії наук УРСР. В квітні — червні 1919 року працював членом колегії Наркомату землеробства Кримської Радянської Соціалістичної республіки.
З 1927 по 1929 рік під його авторством вийшли книжки «Риби Кременчуччини», «Гірські породи і мінерали Кременчуччини», «Проблеми явищ геотропізму і геліотропізму», «Кременчук (короткий довідник)», а також переклад на українську мову підручника для вищів професора Г. Ф. Морозова «Наука про ліс».
Автор статей в республіканському журналі «Краєзнавство», зокрема «Дослідження комун і артілей Кременчуччини», «Кременчуцька беконна фабрика» тощо.
З 1935 року проживав в Кримській АРСР. Працював науковим працівником лісового дослідного пункту Кримської обласної науково-дослідницької станції в м. Судак.
В квітні 1937 року заарештований співробітниками НКВС Кримської АРСР. В жовтні 1937 року йому пред'явлено звинувачення в тому, що він «є учасником контрреволюційної, націоналістичної, повстанської організації „СВУ“ (Союзу визволення України) і вів серед службовців лісового пункту контрреволюційну пропаганду».
Постановою судової трійки НКВС Кримської АРСР від 29 жовтня 1937 року засуджений до вищої міри покарання — розстрілу. Підсудний винним себе не визнав.
Вирок приведений у виконання 31 жовтня 1937 року, відомості про місце розстрілу і поховання у справі відсутні.
У 1989 році справу було переглянуто. Згідно висновку прокуратури Кримської області від 23 жовтня 1989 року: «Молоков-Журський Павло Петрович підпадає під дію статті 1 Наказу Президії Верховної Ради СРСР від 16 січня 1989 року „Про додаткові заходи по відновленню справедливості щодо жертв репресій у період 30-х- 50-х років“ і підлягає повній реабілітації».

## Бібліотеки України, в яких представлені книги Молокова-Журського
- Бібліотека Харківського державного аграрного університету імені В. В. Докучаєва
- Державна наукова архівна бібліотека, м. Київ
- Полтавська обласна універсальна наукова бібліотека імені П. Котляревського
- Бібліотека інституту зоології НАН України імені І. І. Шмальгаузена
- Національна бібліотека України імені В. І. Вернадського
- Харківська наукова бібліотека імені В. Г. Короленка
- Центральна наукова бібліотека Харківського національного університету імені В. Н. Каразіна

Експозиція, присвячена пам'яті П. П. Молокова-Журського експонується в Краєзнавчому музеї українського міста Кременчук, Полтавської області.